# V (magazine)
Pour les articles homonymes, voir V.
Ne pas confondre avec l'autre magazine de mode W
V est un magazine de mode américain publié depuis septembre 1999 dans son édition pour les États-Unis. Son contenu est majoritairement composé de mode et de photographies. Par la suite d'autres éditions internationales verront le jour, tel que l'Espagne par exemple. À l'origine, le magazine se veut la version mensuelle « jeune » et moins élitiste du magazine Visionaire (en) datant de 1991. 

## Histoire
V est lancée en septembre 1999, par Visionnaire. 
En 2016, le magazine choisit Lady Gaga pour faire la couverture de son 99e numéro. 